# Testicolo ectopico
Si parla di testicolo ectopico quando uno o entrambi i testicoli non scendono come di norma nello scroto, collocandosi invece in regioni anomale, sia dentro (localizzazione intraddominale) che fuori (localizzazione extraddominale) dall'addome. In casi rari, un testicolo ectopico può anche trovarsi all'interno del tessuto che forma il pene.
La maggior parte dei problemi connessi all'ectopia testicolare sono legati alla temperatura dei tessuti presenti attorno a quel testicolo. La sacca scrotale infatti, permetterebbe ai testicoli di avere una temperatura leggermente inferiore rispetto ai 36-37 gradi tipici del resto dell'organismo. Tale gap termico sarebbe essenziale per la fisiologica riuscita dei processi di spermatogenesi. Trovandosi in un'area più calda rispetto al normale, il testicolo ectopico può non essere in grado di produrre spermatozoi vivi, causando in tal caso sterilità.
Nei casi in cui si ritiene possibile portare il testicolo entro la sua corretta collocazione, la scelta d'elezione è un intervento chirurgico, da effettuarsi rapidamente, prima che il testicolo riporti danni non reversibili.